# Kostel svatého Jiljí (Křelov)
Kostel svatého Jiljí v Křelově byl postaven v letech 1991–1993 podle projektu polského architekta Jerzyho Pekaly na místě barokní stavby, odstraněné roku 1963 kvůli závažným statickým poruchám a zanedbané údržbě. Novodobý kostel byl vysvěcený v roce 1993 za účasti olomouckého arcibiskupa Jana Graubnera a papežského nuncia Giovanniho Coppy.

## Historie
První listinné dokumenty, v nichž je zmiňován kostel v Křelově, jsou z roku 1279. Jedná se o záznam sporu o patronátní právo nad kostelem mezi dvěma šlechtici. O jeho vzhledu a umístění se však žádné zprávy nedochovaly.

### Barokní kostel
V letech 1719–1721 byl v obci vystavěn nový barokní chrám svatého Jiljí. Vysvěcen byl dne 8. října 1741 olomouckým biskupem Jakubem Arnoštem z Lichtenštejnu. Do roku 1836 byl obklopen hřbitovem. V roce 1758 byl kostel vyrabován a poškozen pruskou armádou během sedmileté války. Velké zásluhy na obnově farního kostela po roce 1834 měl farář Martin Foukal, který chrám vlastnoručně vymaloval a vyzdobil. V roce 1852 dal pro hlavní oltář pořídit nový obraz sv. Jiljí a dva obrazy na postranní oltáře, díla vídeňského malíře Jana Turovského. Z kostelních peněz byla tehdy pořízena i nová křtitelnice. V roce 1839 byly instalovány nové varhany o 13 rejstřících, které vyrobil olomoucký varhanář Johann Staudinger. V roce 1909 byly pro křelovský kostel zakoupeny varhany od Jana Tučka z Kutné hory. K vybavení kostela patřily i čtyři zvony, zavěšené na 50 m vysoké kostelní věži.
Kostel byl zčásti postaven na skále, zčásti na pohyblivých jílech a píscích. Krátce po dokončení stavby začalo zdivo vlivem nestabilního podloží praskat. Trhliny byly v průběhu let několikrát opravovány. V letech 1865–1866 musel být kostel z bezpečnostních důvodů uzavřen. Rozsáhlá oprava, při které byla zabezpečena klenba, byla provedena v roce 1928. Kostel byl poškozen během druhé světové války a v letech 1946–1948 proběhla jeho obnova včetně pořízení nových zvonů, ale už v roce 1950 bylo naměřeno dvaceticentimetrové vychýlení kostelní věže. V roce 1961 byl staticky narušený kostel z bezpečnostních důvodů uzavřen a o dva roky později bylo nařízeno jeho zbourání. Mobiliář a inventář byl rozmístěn v okolních farních úřadech. Z rozhodnutí tehdejších úřadů zůstal Křelov na třicet let bez katolického kostela. Věřící se mohli scházet k modlitbám v provizorních podmínkách v přízemí fary, které bylo adaptováno na kapli roku 1964.

### Novodobá stavba
Zásadní proměna společenského klimatu po listopadu 1989 oživila plány a snahy místní farní obce o postavení nového kostela. V roce 1990 posvětil základní kámen papež Jan Pavel II. při své první návštěvě v Československu. Stavba probíhala v letech 1991–1993 podle návrhu polského architekta Jerzyho Pekaly. Nový kostel byl vysvěcen v roce 1993. Byl postaven na stejném místě jako barokní chrám a po několika letech se znovu objevily problémy se statikou v důsledku nestabilního podloží. V roce 2008 byla provedena sanace severovýchodního ujíždějícího rohu pomocí betonových pilotů a roku 2017 pak rekonstrukce střechy, oprava prasklin ve zdivu a dlážděné plochy před hlavním vchodem.

## Popis
Kostel stojí na Lipovém náměstí v centru obce, obklopen vzrostlými stromy. K hlavnímu vchodu je přístup kamenným schodištěm, na jehož vrcholu před průčelím kostela je barokní kamenný kříž z roku 1762, památkově chráněný.  Kostel má atypickou orientaci přibližně od východu (vchod) na západ (oltář).

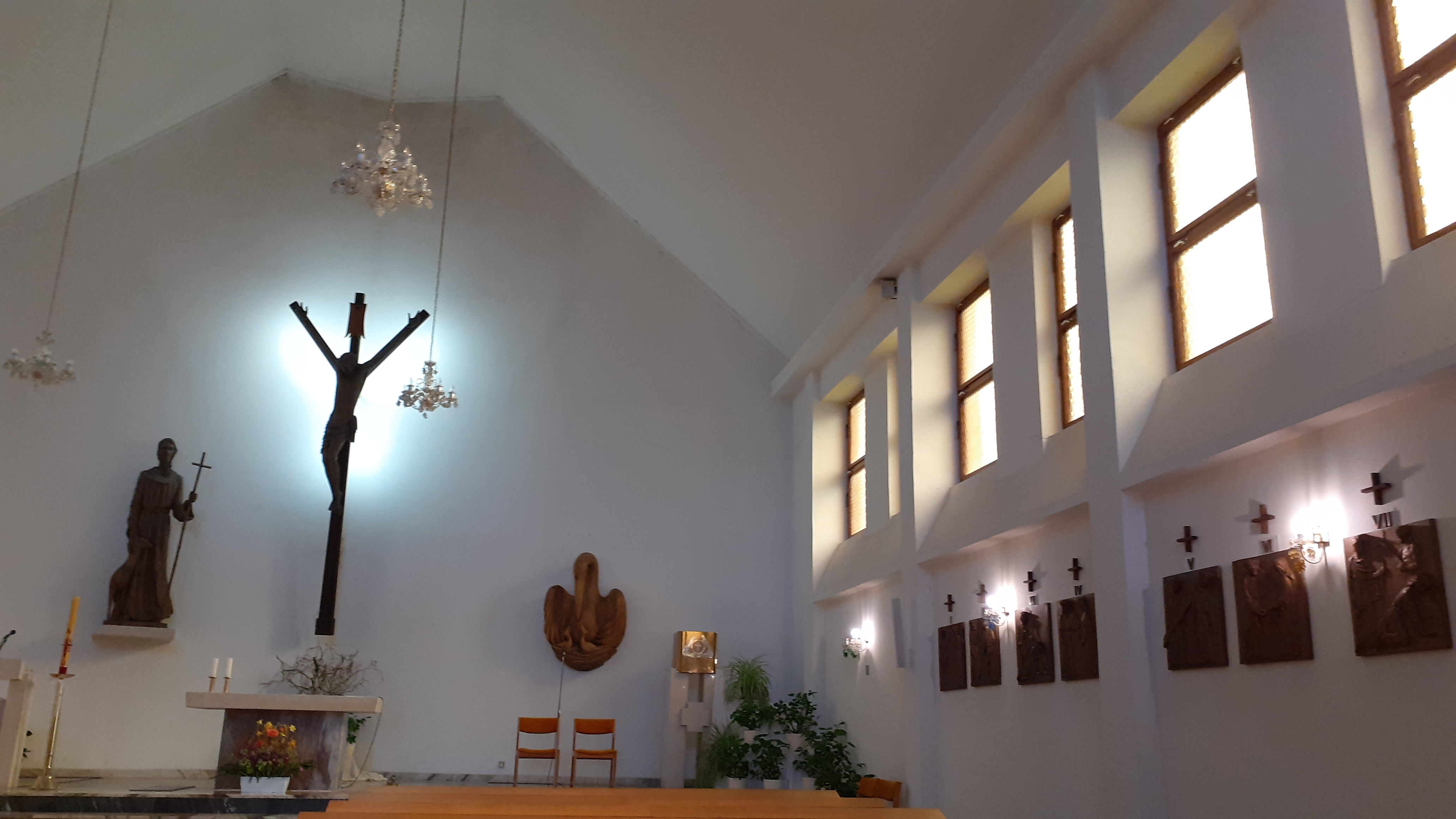
Interiér kostela sv. Jiljí

Loď obdélného půdorysu s plochým presbytářem je krytá sedlovou střechou, v průčelí z ní vystupuje šikmo skosená rizalitová hranolová věž se zvonicí a hodinovými ciferníky. Boční šikmá strana věže je pokryta tmavou krytinou, ve které jsou nepravidelně rozmístěna tři obdélníková okna. V dolní části věže vedle vchodu do kostela je osazen základní kámen posvěcený Janem Pavlem II. Konstrukce je železobetonová s vyzdívkou, věž je železobetonový monolit. Pravoúhlý hlavní vstup je v průčelí u paty věže, nad ním je prolomeno velké okno s trojúhelníkovým zakončením. Okenní otvor je rozčleněn kružbou ve tvaru velkého kříže. Nad vchodem se nachází menší terasová nástavba, původně určená pro hudebníky. Hlavní loď je na severozápadní straně prosvětlena řadou obdélných oken. Z opačné strany k ní přiléhá nízká členitá přístavba se sakristií a kaplí, která je zastřešena sedlovou střechou s malým sanktusníkem. Do stěny kaple jsou osazena tři vysoká okna, která kopírují její trojúhelníkový tvar. Na zdi vedle vchodu do sakristie je umístěna socha sv. Josefa s dítětem.  Na zdi zadní strany kostela je osazena mozaika Panny Marie Svatohostýnské. 
Interiér je řešen prostě, světlou výmalbou bez ozdob. Na zadní stěně oltářního prostoru je uprostřed zavěšen velký kříž s tělem Ježíše Krista, po stranách na podstavci socha sv. Jiljí s laní a poloplastika pelikána jako symbolu Kristovy nejvyšší oběti. Pod okny na boční straně lodi jsou zavěšeny reliéfy čtrnácti zastavení křížové cesty. Na protější straně je loď propojena s přístavky, kterými se vchází do sakristie. Nad vchodem se nachází zděná kruchta s balustrádou, která navazuje na oratoř na boční straně lodi. V současném kostele supluje klasické varhany nástroj elektronický.